# Selma, Oregon
Selma är en så kallad census-designated place i Josephine County i Oregon. Vid 2010 års folkräkning hade Selma 695 invånare.